# Elías Portela
Elías Portela (Cangas de Morrazo, 1981) es un poeta y traductor español, conocido también por el pseudónimo de Elías Knörr.
Es traductor en gallego, español e islandés. Su obra se basa en las posibilidades de las palabras y en la búsqueda de una inspiración completamente externa al autor. Adapta en sus textos imágenes y conceptos poéticos de otros idiomas, entre ellos una lengua artificial propia, Lwyma.

## Trayectoria
Comienza en la adolescencia dentro del grupo de poetas del IES María Soliño y recibe un accésit de poesía en el XXVII Certame Literario Minerva de C. M. Peleteiro (1999) por el poemario Maceira verde, laranxas azuis; maceira verde, laranxas azuis; maceira verde, laranxas azuis. En los años siguientes deja la escritura y los recitales, hasta que en 2009 publica Imaxes na Pel en la editorial Morgante. En 2010 sale a la luz su segundo libro en gallego Cos Peitos Desenchufados en Edicións Barbantesa y recibe el premio Xohán de Cangas á Creación Literaria 2010. 
Su trayectoria en islandés comienza bajo el anonimato que crea con su pseudónimo. Portela firma sus poemas como "Elías Knörr", ocultando así su origen extranjero, y creando también un heterónimo con el que dialogará en Cos Peitos Desenchufados.
A partir de 2008, algunos de sus poemas empiezan a circular por la red y a aparecer publicados en la revista Stína Tímarit um bókmenntir og listir.  En 2010, fue publicado en la centésima edición de la UK Poetry Review junto con Sjón y Kári Tulinius. En octubre do 2010 publica Sjóarinn með morgunhestana undir kjólnum todavía bajo pseudónimo en la editorial Stella. Aunque el 24 de noviembre de ese mismo año, la editorial hace pública su identidad después de una excelente acogida por parte de la crítica.
Ha presentado poemas en inglés, castellano e italiano en diversos recitales, así como en el XV Encuentro Internacional de Escritores de Monterrey, aunque su obra en estas lenguas es de momento inédita. También tomó parte con la Revista literaria Periculum del recital organizado en la sede del Consulado Honorario de España en Reikiavik (Islandia), en noviembre de 2011.
Paralelamente a la creación literaria, Portela ha traducido varias obras de la literatura islandesa actual: las novelas Skugga-baldur de Sjón y Anxos do universo de Einar Már Gudmundsson, obras por las que sus autores recibieron el Premio Literario del Concilio Nórdico en 2005 y 1995 respectivamente; además de las llamadas Sagas de Vinlandia: Saga de los Groenlandeses y Saga de Erik el Rojo.

## Reconocimientos
Aclamado por la crítica y con numerosas reseñas positivas, en 2010 es escogido como uno de los tres poetas más representativos de la lírica actual islandesa por parte de la Poetry Society de Reino Unido. Fue nombrado colaborador de la Ciudad Literaria de la UNESCO.

## Obra

### Poesía
- Imaxes na pel,  Morgante, 2008.
- Cos peitos desenchufados, Edicións Barbantesa, 2010
- Sjóarinn með morgunhestana undir kjólnum, Stella, 2010.

### Traducciones
- Saga dos Groenlandeses. Saga de Erik o Roxo (Anónimo).
- Skugga-baldur (Sjón).
- Anxos do universo, (Einar Már Gudmundsson).